# Raiffeisenbank Mutlangen
Die Raiffeisenbank Mutlangen eG war eine deutsche Genossenschaftsbank mit Sitz in Mutlangen im Ostalbkreis (Baden-Württemberg).

## Geschichte
Nach den Prinzipien Selbsthilfe, Selbstverantwortung und Selbstverwaltung von Friedrich Wilhelm Raiffeisen wurde der Darlehenskassenverein Mutlangen am 4. März 1894 gegründet. Durch Fusionen mit der Raiffeisenbank Spraitbach eG, der Raiffeisenbank Großdeinbach eG, der Raiffeisenbank Ruppertshofen-Täferrot eG, der Raiffeisenbank Durlangen eG sowie der Gschwender-Frickenhofener Bank eG und der Eschacher Bank eG hat sich die  Raiffeisenbank Mutlangen eG entwickelt. Im Jahr 2022 wurde die Bank mit der Volksbank Welzheim eG zur VR Bank Schwäbischer Wald eG verschmolzen.